# Rilevamento acustico distribuito
Il rilevamento acustico distribuito (in inglese: Distributed Acoustic Sensing, DAS) è una tecnologia avanzata che utilizza cavi in fibra ottica come sensori acustici passivi per rilevare vibrazioni, suoni e movimenti lungo il percorso della fibra. Questa tecnica consente di trasformare una singola fibra in migliaia di sensori virtuali, offrendo monitoraggio continuo e in tempo reale su lunghe distanze, anche oltre 50 km.

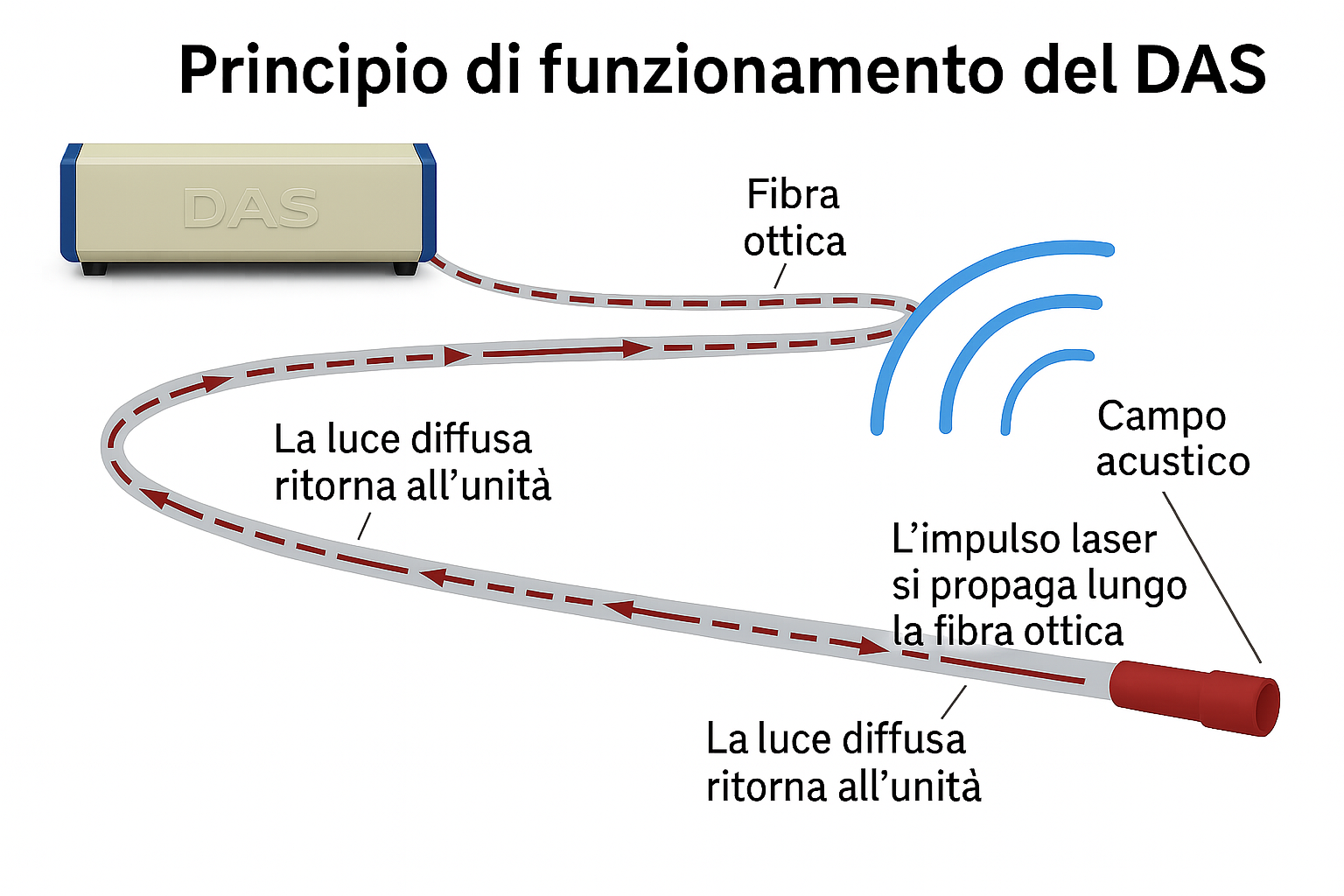
Principio di funzionamento del sistema DAS: l'impulso laser si propaga lungo la fibra ottica e si misura il ritorno della luce diffusa in risposta a vibrazioni acustiche

## Principio di funzionamento
Un sistema DAS trasmette impulsi laser lungo una fibra ottica monomodale. Una piccola parte della luce viene naturalmente retrodiffusa a causa di irregolarità microscopiche nella fibra – fenomeno noto come scattering di Rayleigh. Quando una vibrazione o un'onda acustica deforma localmente la fibra, le proprietà della luce riflessa cambiano. Queste variazioni vengono analizzate da un interrogatore ottico per determinare la posizione, l’intensità e il tipo dell'evento acustico con una risoluzione spaziale anche inferiore al metro.
L'intero cavo funge da sensore continuo, senza necessità di componenti elettronici distribuiti. Il sistema è passivo, immune a disturbi elettromagnetici, resistente ad ambienti estremi e adatto sia all'uso terrestre che sottomarino. In ambito operativo, un sistema DAS noto come FOTAS è impiegato per il rilevamento sismico, la sicurezza delle infrastrutture e il monitoraggio di condotte critiche.

## Applicazioni
Il DAS è impiegato in numerosi ambiti strategici:
- Monitoraggio di oleodotti e gasdotti
- Sorveglianza perimetrale e controllo di confini nazionali
- Rilevamento di attività sismiche e allerta precoce
- Monitoraggio ferroviario e stradale
- Sicurezza in tunnel, aeroporti, centrali elettriche
- Monitoraggio acustico sottomarino e in ambienti industriali[4]
- Utilizzo documentato in paesi come Turchia, Brasile, Francia e Italia attraverso il sistema FOTAS[3]